# Jankowice (Działdowo megye)
Jankowice (németül: Jankowitz) falu Gmina Działdowo közigazgatási kerületében, Działdowo megyében. Varmia-mazúriai vajdaságban, Észak-Lengyelországban fekszik. Körülbelül 20 kilométerre északra Działdowótól és 50 kilométerre délnyugatra található a tartományi fővárostól, Olsztyntól.
A falu lakossága 270 fő.

## Fordítás
- Ez a szócikk részben vagy egészben  a   Jankowice, Działdowo County című angol Wikipédia-szócikk ezen változatának fordításán alapul.  Az eredeti cikk szerkesztőit annak laptörténete sorolja fel. Ez a jelzés csupán a megfogalmazás eredetét és a szerzői jogokat jelzi, nem szolgál a cikkben szereplő információk forrásmegjelöléseként.